# Dopolavoro Portuale Genova
Il Dopolavoro Portuale Genova, noto semplicemente come Dopolavoro Portuale, è stata una società calcistica italiana con sede a Genova.

## Storia
Il Dopolavoro Portuale Genova è stata una squadra genovese esistita negli anni trenta. Vanta una partecipazione al campionato di Prima Divisione, allora il terzo campionato italiano; il club ha avuto vita breve tanto che si è subito sciolto nel 1935.